# Extremelot
Extremelot è un gioco di ruolo online italiano in stile fantasy medioevale, strutturato in forma di chat, fondato nel 1998.
Il sito nella prima metà degli anni 2000 contava oltre 50.000 personaggi iscritti e poco più di un centinaio giocanti, dei quali circa mille connessi contemporaneamente nei momenti di punta. Nel 2016 i personaggi erano circa 14.000, dei quali quelli connessi contemporaneamente arrivavano raramente a 480-520 nei momenti di picco massimo.

## Sviluppo
Progettato e realizzato da un gruppo di tre amici programmatori, rappresentati nel gioco dai Nobili Erik, Thorm e Petrus, ispirato dalla saga di Tolkien Il Signore degli Anelli e dalla saga Dragonlance, il gioco era inizialmente ospitato su server della Tin.it e realizzato in JavaScript con un motore in Perl, dopo un periodo di chiusura in conseguenza di continui attacchi hacker il sito venne riprogettato interamente in linguaggio ASP implementando successivamente un server di database Mysql.
In seguito all'espansione del numero dei giocatori online (da meno di cento a quasi un migliaio) lo spazio offerto da Tin.it si rivelò inadeguato poiché i continui rallentamenti e le cadute del server rendevano difficile lo sviluppo di un gioco fluido. La proprietà decise quindi di spostare il gioco su server propri e successivamente, per far fronte alla gestione dei nuovi costi e dell'ambientazione sempre più complessa, venne istituita una Associazione, la Compagnia del Granducato a cui questi ultimi vennero affidati.
Dopo alcuni anni, nel periodo di massima espansione del gioco, complesse questioni economiche e legali portarono allo scontro insanabile tra i proprietari che si risolsero con la nascita di Dreamalot (anche scritto DreamALOT), un gioco indipendente gestito dalla Compagnia del Granducato. L'attuale Extremelot è invece gestita da Petrus, Erik e dalla società ICR 2000 Net ed è ospitata all'interno della comunità virtuale Leonardo.it.
Nel corso degli anni, per sopperire ai costi della gestione del gioco, sono state proposte dalla Proprietà alcune forme di autofinanziamento: banner pubblicitari, acquisto di gadget (chat privata chiamata Magione, Lista Amici per consultazione rapida dei presenti e mailing list, Estensione discussioni preferite per poter ampliare il numero di thread a cui accedere rapidamente, Estensione spazio posta per poter conservare fino a 150 messaggi personali), adesioni all'Associazione Compagnia del Granducato, raduni ufficiali.
Il 30 giugno 2017 la proprietà ha comunicato attraverso la bacheca interna al gioco la chiusura di Extremelot, prevista per il mese di dicembre 2017. Nei giorni seguenti la notizia è stata riportata su diversi siti, trovando spazio anche fra gli articoli de La Stampa. La notizia viene poi smentita con un'intervista rilasciata in data 23 maggio 2018 sulle pagine del portale GDR-online.
Da marzo 2018 il gioco è stato rinnovato e l'utenza ha ripreso a crescere arrivando a una media di 800 collegati la sera. Per celebrare il 25º anno dalla sua fondazione, in primavera 2022 è stato lanciato il progetto "Extremelands", raccogliendo sotto il titolo diversi territori di gioco, tra cui lo stesso "Extremelot" insieme alle "Terre Imperiali" e all'isola "Dorada". 

## Modalità di gioco
Ogni giocatore crea il proprio personaggio, scegliendo una razza e una immagine che potrà modificare nel tempo. Una volta creato il proprio personaggio, potrà impostare il proprio allineamento a scelta fra tre generici (Positivo, Neutrale, Negativo), i dati personali e dell'aspetto. Poi il giocatore seleziona una chat in cui vuole giocare: ogni chat rappresenta un luogo, per esempio la Taverna, i Giardini, il Tempio e così via. Giocare significa scrivere cosa fa il proprio personaggio, descrivendone le mosse (camminare, ridere, bere, ...) e riportando le parole che dice: in tal modo, i personaggi possono interagire tra loro, parlando, passeggiando insieme, sfidandosi a duello e in generale, vivendo la loro vita. Tali descrizioni sono racchiuse all'interno di quella che viene chiamata "azione", cioè un messaggio inviato in chat. L'unica vera regola è che ogni giocatore deve descrivere esclusivamente come il proprio personaggio si trova ad agire: non si devono descrivere pensieri, intenzioni (dichiarazione d'intenti) o speranze, né si deve descrivere cosa accade ai personaggi degli altri (suggerimento d'esito, auto-conclusiva), poiché devono essere i giocatori a stabilire l'esito. Ad esempio, un giocatore descrive che il proprio personaggio cerca di tirare un pugno sul volto di un altro personaggio, ma è il giocatore di quest'ultimo che deve scrivere se il colpo va a segno. In caso di diatribe, si può richiedere l'intervento del fato, un mestiere a scopo ludico-organizzativo, che metterà a disposizione uno degli appartenenti per fungere da arbitro che stabilirà l'esito. Se ancora una volta dovessero esserci incomprensioni da una delle due parti, il giocatore potrà salvare la sua "giocata" e inoltrarla alla CRL (Commissione Risoluzioni Ludiche), un altro organo di tipo organizzativo che darà un responso insindacabile sulla questione.
Sono presenti numerose razze fantasy interpretabili, e nel momento dell'iscrizione si può scegliere tra dieci (Drow, Elfi, Fate, Folletti, Gnomi, Hobbit, Kendot, Mezzelfi, Nani, Umani).
Per mantenere costante all'interno del gioco la percentuale di personaggi delle diverse razze, può capitare che alcune di queste non siano selezionabili (generalmente accade per la razza Drow).
La scelta di alcune razze è preclusa per via delle maggiori capacità e della più difficile interpretazione, che richiedono un giocatore più esperto (Angeli, Demoni, Mannari e Vampiri).
Sono presenti varie corporazioni (nel senso delle gilde medioevali). Le corporazioni incarnano la vocazione di un personaggio, che può dunque decidere di affiliarsi a seconda delle sue inclinazioni (ad esempio, può scegliere di essere un guerriero piuttosto che un fruitore di magia, oppure un artista, oppure un devoto ad una divinità, e così via). La carriera in queste corporazioni è soggetta unicamente al tempo e all'impegno che si dedica al gioco, oltre che alla propria abilità nell'interpretare il personaggio. Fare parte di una corporazione apre orizzonti di gioco più ampi rispetto al non farne parte poiché esse, in quanto vere e proprie potenze politiche, prendono posizione negli eventi che riguardano il Granducato: tali eventi, denominati quest, sono gestite dalla Compagnia dell'Anello del Fato, che si occupa appunto di ravvivare il gioco della land creando situazioni, nemici, pericoli di ogni sorta.
Altre associazioni sono i Clan, e ne fanno parte esclusivamente personaggi aventi la stessa razza. Nonostante questo, è tollerata, all'interno dell'associazione, la presenza di una "mascotte", ossia di un personaggio di razza diversa, ma che per storia personale si è trovato a interagire spesso con quel gruppo di gioco. Immaginiamo ad esempio un bambino di razza umana, abbandonato in tenera età in una foresta e cresciuto da un gruppo di mannari: sebbene non appartenga alla loro razza, potrà sicuramente essere accolto dal Clan come un membro effettivo. Tali organismi rappresentano la "famiglia" del personaggio (sebbene non necessariamente di sangue), che si circonda di suoi simili: il loro ruolo dovrebbe essere simile a quello delle gilde, in quanto rappresentano dei centri di potere che prendono posizione nello svolgersi degli eventi. Tuttavia, complici i pochi controlli sulla qualità del gioco interno e sull'effettiva presenza nella vita della land, i Clan spesso non costituiscono una garanzia di gioco attivo, con conseguente peso nullo sul corso degli eventi. Naturalmente esistono le eccezioni.
Ogni personaggio può al massimo fare parte contemporaneamente di una gilda, un mestiere (equivalente ad una gilda, ma percepisce uno stipendio) ed un Clan: come segno dell'affiliazione riceve un simbolo, che compare accanto al suo nome quando invia un'azione; al giocatore è possibile scegliere se far comparire il simbolo di gilda, di mestiere o di Clan. L'appartenenza contemporanea a due corporazioni è vincolata alla coerenza: ad esempio, non è coerente che un personaggio faccia parte di un mestiere governativo, al servizio dei Nobili, e anche di una gilda di rivoluzionari sovversivi che puntano alla distruzione del Governo (a meno che non sia per motivi di spionaggio interno); allo stesso modo, non è coerente che un personaggio facente parte dell'Armata Ducale come soldato abbia anche il tempo di studiare magia come Mago. Viene fatta eccezione per i mestieri organizzativi i quali non consentono che il giocatore possa fare contemporaneamente parte anche di una gilda. Questa misura preventiva cerca di impedire favoreggiamenti per la propria fazione.

### Cambiamenti durante gli anni
I primi anni di gioco furono svolti all'insegna della cosiddetta "turnazione selvaggia" dove ognuno inviava la propria azione (azionava, in gergo) appena aveva finito di scriverla, senza aspettare che gli altri con cui interagiva avessero risposto alla precedente: lo stile era scarno ed essenziale, una o due frasi al massimo.
Negli ultimi dieci anni, i giocatori hanno iniziato a elaborare azioni sempre più complesse e dettagliate. Così, è stato deciso di stabilire una regolamentazione delle turnazioni: ogni giocatore deve aspettare che tutti i giocatori con cui sta interagendo abbiano mandato la propria azione. Questo, se da un lato ha permesso di giocare in modo più ordinato, ha dilatato a dismisura i tempi di attesa: tra un'azione e l'altra dello stesso giocatore può intercorrere anche mezz'ora, in caso di chat affollate. A seguito di molte lamentele, uno dei proprietari della land, Erik, ha imposto una lunghezza massima per ciascuna azione, 900 caratteri, spazi inclusi. Questo provvedimento ha contribuito solo in parte a velocizzare le "giocate" (cioè le partite), in quanto molti giocatori sono costretti a rileggere e tagliare parti di azioni per farle entrare nei 900 caratteri, con conseguente ulteriore dilatarsi dei tempi. 
Nel corso degli anni, la varietà delle locazioni di gioco è aumentata esponenzialmente, riducendo la densità dei personaggi: sono state aperte molte chat, in cui si può interagire con un paesaggio e con contesti molto diversi, ad esempio caverne buie e oscure, boschi lussureggianti, ridenti borghi e isole deserte. 
Se precedentemente la mappa comprendeva solamente il GranDucato, negli anni si sono aggiunte "Le Nuove Terre", le "Terre di Esperia" il "Regno di Mot". Quest'ultimo resta, a livello di gioco, un colosso rivale del GranDucato. Dal 2018 un'altra fazione è entrata a far parte delle terre di Extremelot: "L'Impero di Angravia".